# Deutsche Gesellschaft für Rechtsmedizin
Die Deutsche Gesellschaft für Rechtsmedizin e. V. (DGRM) ist ein Zusammenschluss deutscher Rechtsmediziner. Sie führt die Tradition der Deutschen Gesellschaft für gerichtliche Medizin fort, wie sie im Jahre 1904 gegründet wurde, und gehört zu den ältesten medizinisch-wissenschaftlichen Fachgesellschaften Deutschlands. Die Gesellschaft hat ihren Sitz in Göttingen. Sie ist in das Vereinsregister bei dem Amtsgericht Göttingen eingetragen.
Zu ihren Aufgaben gehören die Beratung von wissenschaftlichen Gesellschaften, von Verwaltungsbehörden und Körperschaften des öffentlichen Rechts und deren Organen, sowie die Information der Öffentlichkeit, die Förderung der gerichtsärztlichen Tätigkeit durch die Fortbildung von Ärzten, Naturwissenschaftlern und Hilfspersonal auf dem Fachgebiet, durch die Mitwirkung bei der Gestaltung des gerichtsärztlichen Dienstes und durch die Förderung der beruflichen Belange der auf dem Fachgebiet Tätigen. Publikationsorgan ist die Zeitschrift Rechtsmedizin.
Die DGRM ist Mitglied der Arbeitsgemeinschaft der Wissenschaftlichen Medizinischen Fachgesellschaften (AWMF).

## Geschichte
Die Vorläuferinstitution lässt sich auf die Gründung der Gesellschaft Deutscher Naturforscher und Ärzte 1822 in Leipzig zurückverfolgen. 1886 wurde innerhalb dieser Gesellschaft eine Sektion Gerichtliche Medizin gegründet. 1904 wurde auf Antrag Georg Puppes die Deutsche Gesellschaft für Gerichtliche Medizin gegründet. Vertreten im Gründungsausschuss waren die Ordinarien Carl Ipsen und Julius Kratter aus Österreich, Leon Wachholz aus Polen sowie Adolf Lesser (Breslau), Georg Puppe, Fritz Straßmann und Emil Ungar aus Deutschland. In einem ersten Rundschreiben heißt es 1904: „Der Zweck der Gesellschaft soll sein, einen Mittelpunkt für gemeinsame wissenschaftliche Arbeiten zu bilden und zu einer persönlichen Vereinigung der Fachgenossen beizutragen.“
1968 erhielt die Gesellschaft ihren heutigen Namen, nachdem er zwischenzeitlich auf Deutsche Gesellschaft für rechtliche und soziale Medizin geändert worden war. Die Gesellschaft erreichte die Einführung des Facharztes für Rechtsmedizin, wie er in der Deutschen Demokratischen Republik seit 1956 und in der Bundesrepublik Deutschland seit 1976 zum Curriculum gehört. Die Gesellschaft für gerichtliche Medizin der DDR (GFGM) bestand von 1963 bis 1990; viele Mitglieder der GFGM traten nach der Deutschen Wiedervereinigung der DGRM bei. Die Gesellschaft ernennt auch Ehrenmitglieder, etwa Ernst Vidic (Professor für Toxikologische Chemie in Berlin). Für besondere wissenschaftliche Leistungen verlieh die GFGM die Richard-Kockel-Medaille; im Rahmen ihrer jährlichen Tagung verleiht die Deutsche Gesellschaft für Rechtsmedizin den Konrad-Händel-Stiftungspreis für besondere wissenschaftliche Leistungen auf dem Gebiet der Rechtsmedizin.